# Chitarrone

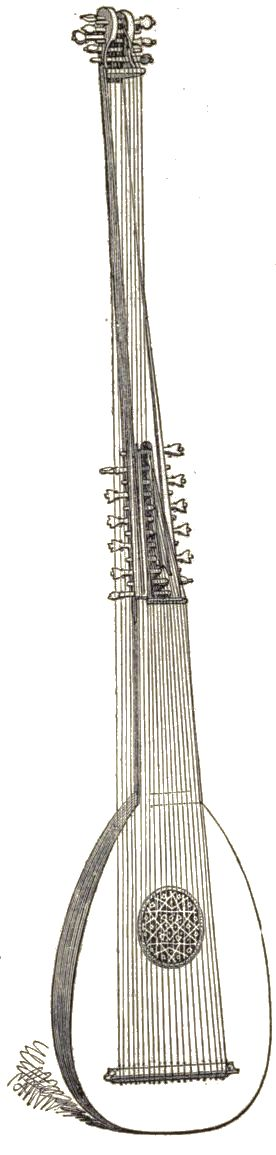

El chitarrone es un instrumento musical de cuerdas, desarrollado en Roma en torno al año 1600.
Es una variedad italiana de la tiorba, por lo que a menudo es identificada como la tiorba romana. Caracterizada por su armonía y una gran empuñadura, la chitarrone contaba con 14 cuerdas, montadas en el teclado de acuerdo a la afinación del laúd. 
Se distinguen dos tipos principales: la chitarrone de Padua, de más de dos metros de alto, con ocho órdenes de cuerdas en teclado, y la chitarrone romana, de 1,80 m de alto, con seis órdenes de cuerdas en el teclado. Un tercer tipo, la chitarrone boloñesa está cordada con cuerdas de metal. Aunque generalmente utilizada como un sustituto de laúd en las obras de cámara, también hay ejemplos de interpretaciones en solitario. En particular, Giovanni Girolamo Kapsberger creó obras para ella como su Intabulatura di liuto et di chitarrone, o Alessandro Piccinini, Intabulatura di liuto et di chitarrone (1623). Giulio Caccini utilizaba un chitarrone de marfil para acompañar el canto. Se interpreta únicamente con los dedos pulgar, índice y medio de la mano derecha.